# Boreasz

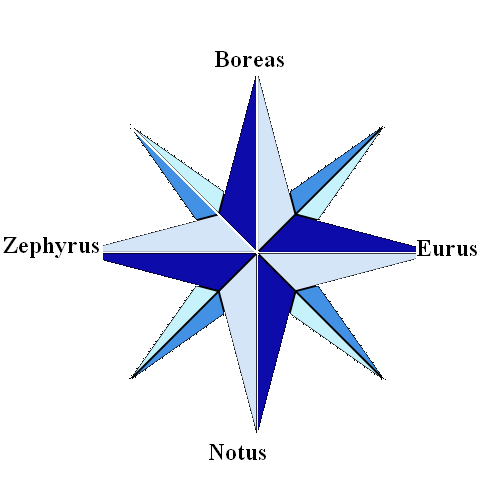
Szélrózsa

Boreász görög mitológiai alak. Neve északot jelent. A szelek királyaként ismerték, aki főként az északi és északkeleti szeleken uralkodott. Trákiában lakott egy barlangban zsákjával, amelyben a szeleket féken tartotta. Éósz és Asztraiosz fia volt, és Zephírusz, Eurosz és Nótusz testvére. 
Rendkívül erős, izmos testalkata volt, és hátán, illetve bokáján szárnyak segítették Boreászt a szelekkel együtt szelni az eget. Két fia és két leánya született az athéni hercegnőtől, Óreithüiától. Ismert volt, hogy Boreásznak volt tizenkét gyönyörű kancája, amelyekkel olykor végigpásztázta a környéket. A szilaj paripák vadak voltak, de hatalmas robajukkal úgy söpörtek végig a szárazföldön, hogy nem taposták le a gabonát vagy bármi mást.
Amikor Xerxész, perzsa király hadihajóival Athén városa ellen indult, a görög város lakói Boreászhoz imádkoztak, és áldozatokat ajánlottak neki. Így a dühös északi szelek elpusztították a perzsa sereget.
Történt egyszer, hogy Erekhtheusz lépett Athén trónjára, akinek gyönyörű szép leánya volt. Boreász a perzsák elleni segítségének árát még nem tartotta kifizetettnek, és Athén tartozását abban határozta meg, hogy a szép Óreithüia kezét neki adják. Azonban Erekhtheusz nem akarta egyetlen lánya kezét Boreásznak adni, így amikor az athéni királylány az Ilisszosz partján játszott, elragadta az északi széllel Boreász. Mivel Boreász nem bocsátotta meg Erekhtheusznak makacsságát, ezért a következő athéni királyok egyike, Andronikosz építőmesterrel felépíttette Boreász tiszteletére a Szelek tornyát. Nevéből származik az Adriai-tengeren végigsöprő szél neve is, a bóra. Hasonló nevet visel még Nyugat-Szibéria és Közép-Ázsia (Buran, Boran), valamint Alaszka viharos északi-északkeleti szele (Burga, Purga).